# Веденское (Донецкая область)
Веденское (укр. Веденське) — село на Украине, находится в Новоазовском районе Донецкой области. Находится под контролем самопровозглашённой Донецкой Народной Республики.

## География

#### Соседние населённые пункты по странам света
С: Красноармейское
СЗ: Куликово
СВ: Казацкое
З: Заиченко
В: Роза
ЮЗ: Весёлое
ЮВ: Качкарское, Патриотичное
Ю: Митьково-Качкари

## Население
Население по переписи 2001 года составляло 22 человека.

## Общие сведения
Код КОАТУУ — 1423681102. Почтовый индекс — 87661. Телефонный код — 6296.

## Адрес местного совета
87660, Донецкая область, Новоазовский район, с. Безыменное, ул. Советская, 45